# Archibaccharis jacksonii
Archibaccharis jacksonii là một loài thực vật có hoa trong họ Cúc. Loài này được S.D.Sundb. mô tả khoa học đầu tiên năm 1984.